# Eleições estaduais no Rio Grande do Sul em 1982
As eleições estaduais no Rio Grande do Sul em 1982 ocorreram em 15 de novembro como parte das eleições gerais em 23 estados brasileiros e nos territórios federais do Amapá e Roraima. Foram eleitos o governador Jair Soares, o vice-governador Cláudio Strassburger, o senador Carlos Chiarelli, 32 deputados federais e 56 deputados estaduais, além de prefeitos, vice-prefeitos e vereadores. À época as eleições majoritárias possuíam apenas um turno e em Porto Alegre e outros vinte e quatro municípios não houve eleição para prefeito. Foi a primeira eleição direta para o executivo estadual desde Ildo Meneghetti em 1962.
Natural de Porto Alegre o advogado e dentista Jair Soares logrou a única vitória do PDS ao Palácio Piratini embora o Rio Grande do Sul tenha sido governado pela ARENA ao longo do Regime Militar de 1964. Porém a presença do MDB trouxe certo equilíbrio a esse cenário haja vista as eleições para senador vencidas pela oposição em 1974 e 1978, contudo a divisão entre o PMDB do senador Pedro Simon e o PDT do deputado federal Alceu Collares permitiu o triunfo dos governistas cujo candidato obteve sua dupla graduação na Pontifícia Universidade Católica do Rio Grande do Sul. Outrora jogador de futebol entrou no serviço público via Secretaria de Obras Públicas do Rio Grande do Sul em 1952, ano onde aderiu ao PSD nele permanecendo até a criação da ARENA.
Deslocado para servir na Assembleia Legislativa do Rio Grande do Sul trabalhou no gabinete da presidência da casa e com a segunda vitória de Ildo Meneghetti ao governo em 1962 foi para a chefia de gabinete do Instituto Rio Grandense do Arroz e nos governos de Peracchi Barcelos e Euclides Triches foi, respectivamente, Secretário de Administração e Secretário de Saúde, mantido nesse último cargo por Sinval Guazzelli. Eleito deputado federal em 1978 licenciou-se para assumir o Ministério da Previdência Social no governo João Figueiredo.
O novo senador gaúcho é Carlos Chiarelli nascido em Pelotas e formado em 1962 na Universidade Federal do Rio Grande do Sul com pós-graduação no exterior e doutorado pela instituição onde se formou. Professor e vice-reitor da Universidade Católica de Pelotas deixou o cargo quando Arnaldo Prieto o convidou para ocupar a Secretaria das Relações do Trabalho do Ministério do Trabalho no primeiro ano do Governo Ernesto Geisel até a decisão do governador Sinval Guazzelli em nomeá-lo Secretário do Trabalho e Ação Social. Eleito deputado federal pela ARENA em 1978 migrou para o PDS e venceu a disputa para senador ao impedir a reeleição de Paulo Brossard e uma vez empossado ficou ao lado de Pedro Simon e Tarso Dutra, este último falecido pouco depois e substituído por Otávio Cardoso.
Em 1982 foram observados o voto vinculado, a sublegenda, impediram as coligações partidárias e foi ainda o último pleito onde os gaúchos domiciliados no Distrito Federal tiveram seus votos remetidos ao Rio
Grande do Sul por meio de urnas especiais. Como informação derradeira temos que os três derrotados ao governo chegariam ao Piratini em disputas posteriores.

## Resultado da eleição para governador
Segundo o Tribunal Regional  Eleitoral do Rio Grande do Sul houve 334.125 votos em branco (8,80%) e 71.348 votos nulos (1,88%), calculados sobre o comparecimento de 3.799.013 eleitores. Tendo 3.393.540 votos válidos (89,32%).
| Candidatos a governador do estado | Candidatos a vice-governador | Número | Coligação            | Votação   | Percentual |
| --------------------------------- | ---------------------------- | ------ | -------------------- | --------- | ---------- |
| Jair Soares PDS                   | Cláudio Strassburger PDS     | 1      | PDS (sem coligação)  | 1.294.962 | 38,16%     |
| Pedro Simon PMDB                  | Odacir Klein PMDB            | 5      | PMDB (sem coligação) | 1.272.319 | 37,49%     |
| Alceu Collares PDT                | Otávio Rocha PDT             | 2      | PDT (sem coligação)  | 775.546   | 22,85%     |
| Olívio Dutra PT                   | Geci Prates PT               | 3      | PT (sem coligação)   | 50.713    | 1,50%      |
| Fontes:                           |                              |        |                      |           |            |

## Resultado da eleição para senador
Segundo o Tribunal Regional  Eleitoral do Rio Grande do Sul houve 456.659 votos em branco (12,02%) e 83.247 votos nulos (2,19%), calculados sobre o comparecimento de 3.799.013 eleitores.
| Candidatos a senador da República | Candidatos a suplente de senador            | Número | Coligação            | Votação   | Percentual |
| --------------------------------- | ------------------------------------------- | ------ | -------------------- | --------- | ---------- |
| Paulo Brossard PMDB               | Temperani Pereira PMDB Thereza Noronha PMDB | 50     | PMDB (sem coligação) | 1.209.432 | 37,11%     |
| Carlos Chiarelli PDS              | José Rubens Pillar PDS                      | 10     | PDS (em sublegenda)  | 906.791   | 27,82%     |
| Getúlio Dias PDT                  | Zulmira Cauduro PDT Homero Simon PDT        | 20     | PDT (sem coligação)  | 730.869   | 22,42%     |
| Alberto Hoffmann PDS              | Colorinda Sordi PDS                         | 10     | PDS (em sublegenda)  | 364.781   | 11,20%     |
| Raul Pont PT                      | Avani Keller PT José Losada PT              | 30     | PT (sem coligação)   | 47.234    | 1,45%      |
| Fontes:                           |                                             |        |                      |           |            |

## Deputados federais eleitos
São relacionados os candidatos eleitos com informações complementares da Câmara dos Deputados. Conforme os dados do Tribunal Superior Eleitoral o PDS conseguiu treze vagas, o PMDB doze e o PDT sete.

Representação eleita
  PDS: 13
  PMDB: 12
  PDT: 7

| Deputados federais eleitos | Partido | Votação | Percentual | Cidade onde nasceu     | Unidade federativa |
| Nelson Marchezan           | PDS     | 238.847 |            | Santa Maria            | Rio Grande do Sul  |
| Sinval Guazzelli           | PMDB    | 120.844 |            | Vacaria                | Rio Grande do Sul  |
| Victor Faccioni            | PDS     | 112.652 |            | Caxias do Sul          | Rio Grande do Sul  |
| Baltazar de Bem e Canto    | PDS     | 98.740  |            | Cachoeira do Sul       | Rio Grande do Sul  |
| Pratini de Moraes          | PDS     | 96.789  |            | Porto Alegre           | Rio Grande do Sul  |
| Paulo Mincarone            | PMDB    | 74.553  |            | Bento Gonçalves        | Rio Grande do Sul  |
| Hugo Mardini               | PDS     | 71.189  |            | Porto Alegre           | Rio Grande do Sul  |
| Augusto Trein              | PDS     | 70.932  |            | Passo Fundo            | Rio Grande do Sul  |
| Lélio Souza                | PMDB    | 67.328  |            | Rosário do Sul         | Rio Grande do Sul  |
| Aldo Pinto                 | PDT     | 62.992  |            | Palmeira das Missões   | Rio Grande do Sul  |
| José Fogaça                | PMDB    | 62.809  |            | Porto Alegre           | Rio Grande do Sul  |
| Júlio Costamilan           | PMDB    | 62.273  |            | Caxias do Sul          | Rio Grande do Sul  |
| Darcy Pozza                | PDS     | 57.999  |            | Bento Gonçalves        | Rio Grande do Sul  |
| Hermes Zaneti              | PMDB    | 56.309  |            | Veranópolis            | Rio Grande do Sul  |
| Rosa Flores                | PMDB    | 52.221  |            | Montenegro             | Rio Grande do Sul  |
| Jorge Uequed               | PMDB    | 49.637  |            | Rio Grande             | Rio Grande do Sul  |
| Ibsen Pinheiro             | PMDB    | 48.679  |            | São Borja              | Rio Grande do Sul  |
| Telmo Kirst                | PDS     | 48.038  |            | Santa Cruz do Sul      | Rio Grande do Sul  |
| Oly Fachin                 | PDS     | 46.829  |            | São Sepé               | Rio Grande do Sul  |
| Siegfried Heuser           | PMDB    | 46.572  |            | Santa Cruz do Sul      | Rio Grande do Sul  |
| Pedro Germano              | PDS     | 46.262  |            | Cachoeira do Sul       | Rio Grande do Sul  |
| João Gilberto              | PMDB    | 45.317  |            | Quaraí                 | Rio Grande do Sul  |
| Osvaldo Nascimento         | PDT     | 43.206  |            | Santa Maria            | Rio Grande do Sul  |
| Amaury Müller              | PDT     | 42.687  |            | Cruz Alta              | Rio Grande do Sul  |
| Emídio Perondi             | PDS     | 42.422  |            | Tupanciretã            | Rio Grande do Sul  |
| Rubens Ardenghi            | PDS     | 42.002  |            | Palmeira das Missões   | Rio Grande do Sul  |
| Guido Moesch               | PDS     | 41.883  |            | Arroio do Meio         | Rio Grande do Sul  |
| Matheus Schmidt            | PDT     | 41.791  |            | Santa Cruz do Sul      | Rio Grande do Sul  |
| Irajá Rodrigues            | PMDB    | 41.096  |            | Pelotas                | Rio Grande do Sul  |
| Floriceno Paixão           | PDT     | 38.939  |            | Taquara                | Rio Grande do Sul  |
| Nadir Rosseti              | PDT     | 34.593  |            | São Francisco de Paula | Rio Grande do Sul  |
| Nilton Alves               | PDT     | 33.899  |            | Torres                 | Rio Grande do Sul  |

## Deputados estaduais eleitos
São relacionados os candidatos eleitos com informações complementares da Assembleia Legislativa

Representação eleita
  PDS: 23
  PMDB: 21
  PDT: 12

| Deputados estaduais eleitos     | Partido | Votação | Percentual | Cidade onde nasceu     | Unidade federativa |
| Adylson Motta                   | PDS     | 53.870  |            | São Luiz Gonzaga       | Rio Grande do Sul  |
| Leônidas Ribas                  | PDS     | 50.552  |            | Santo Ângelo           | Rio Grande do Sul  |
| Jarbas Lima                     | PDS     | 48.694  |            | Lagoa Vermelha         | Rio Grande do Sul  |
| Eugênio Nelson Ritzel           | PMDB    | 44.766  |            | Dois Irmãos            | Rio Grande do Sul  |
| Erico Pegoraro                  | PDS     | 41.072  |            | Canguçu                | Rio Grande do Sul  |
| Algir Lorenzon                  | PMDB    | 40.479  |            | Catuípe                | Rio Grande do Sul  |
| Eclea Terezinha Guazzeli        | PMDB    | 38.738  |            | Porto Alegre           | Rio Grande do Sul  |
| Carlos Giacomazzi               | PMDB    | 37.515  |            | Erechim                | Rio Grande do Sul  |
| Francisco Carrion Júnior        | PMDB    | 36.549  |            | Porto Alegre           | Rio Grande do Sul  |
| Antônio Carlos Borges           | PDS     | 36.258  |            | Arvorezinha            | Rio Grande do Sul  |
| Hilário Braun                   | PMDB    | 36.092  |            | Três Passos            | Rio Grande do Sul  |
| Sérgio Ilha Moreira             | PDS     | 35.749  |            | Porto Alegre           | Rio Grande do Sul  |
| Geraldo Germano                 | PDS     | 35.401  |            | Cachoeira do Sul       | Rio Grande do Sul  |
| Romeu Martinelli                | PDS     | 34.865  |            | Passo Fundo            | Rio Grande do Sul  |
| Ruy Carlos Ostermann            | PMDB    | 34.481  |            | São Leopoldo           | Rio Grande do Sul  |
| Cezar Schirmer                  | PMDB    | 34.424  |            | Santa Maria            | Rio Grande do Sul  |
| Dorival Cândido Luz de Oliveira | PMDB    | 34.307  |            | Gravataí               | Rio Grande do Sul  |
| Silvérius Kist                  | PDS     | 34.019  |            | Santa Cruz do Sul      | Rio Grande do Sul  |
| Celso Testa                     | PMDB    | 33.191  |            | Passo Fundo            | Rio Grande do Sul  |
| Rubi Mathias Diehl              | PDS     | 32.497  |            | Viamão                 | Rio Grande do Sul  |
| João Goulart Filho              | PDT     | 32.476  |            | Rio de Janeiro         | Rio de Janeiro     |
| José Ivo Sartori                | PMDB    | 31.866  |            | Farroupilha            | Rio Grande do Sul  |
| Roberto Athayde Cardona         | PDS     | 31.346  |            | Pelotas                | Rio Grande do Sul  |
| Germano Rigotto                 | PMDB    | 31.242  |            | Caxias do Sul          | Rio Grande do Sul  |
| José Paulo Bisol                | PMDB    | 31.210  |            | Porto Alegre           | Rio Grande do Sul  |
| Carlos Araújo                   | PDT     | 30.717  |            | São Francisco de Paula | Rio Grande do Sul  |
| Jauri Gomes de Oliveira         | PMDB    | 30.298  |            | São Luiz Gonzaga       | Rio Grande do Sul  |
| Ivo Mainardi                    | PMDB    | 30.160  |            | Arroio do Tigre        | Rio Grande do Sul  |
| Loris Reali                     | PDS     | 29.562  |            | Novo Hamburgo          | Rio Grande do Sul  |
| Luiz Fernando Staub             | PDS     | 29.092  |            | Venâncio Aires         | Rio Grande do Sul  |
| Francisco Lisboa Napoli         | PDS     | 28.948  |            | Alvorada               | Rio Grande do Sul  |
| Alceu Francisco Martins da Rosa | PDS     | 28.640  |            | Taquara                | Rio Grande do Sul  |
| Valmir Susin                    | PDS     | 28.558  |            | Caxias do Sul          | Rio Grande do Sul  |
| Antenor Ferrari                 | PMDB    | 27.918  |            | Bento Gonçalves        | Rio Grande do Sul  |
| Camilo Moreira                  | PDS     | 27.254  |            | Sapucaia do Sul        | Rio Grande do Sul  |
| Antonio Lorenzi                 | PMDB    | 26.579  |            | Sapiranga              | Rio Grande do Sul  |
| Dercy Terezinha Furtado         | PDS     | 25.994  |            | Porto Alegre           | Rio Grande do Sul  |
| Élio Corbellini                 | PDT     | 25.983  |            | Porto Alegre           | Rio Grande do Sul  |
| Antonio Lorenzi                 | PMDB    | 25.676  |            | Cachoeirinha           | Rio Grande do Sul  |
| Alecrides Sant' Anna de Moraes  | PDS     | 25.660  |            | Uruguaiana             | Rio Grande do Sul  |
| Olímpio Sergio Albrecht         | PDT     | 25.398  |            | São Leopoldo           | Rio Grande do Sul  |
| Porfírio Peixoto                | PDT     | 24.951  |            | São Luiz Gonzaga       | Rio Grande do Sul  |
| Romildo Bolzan                  | PDT     | 24.885  |            | Cachoeira do Sul       | Rio Grande do Sul  |
| Vercidino Albarello             | PDS     | 24.807  |            | Palmitinho             | Rio Grande do Sul  |
| Luiz Antônio Possebon           | PDS     | 24.422  |            | Canoas                 | Rio Grande do Sul  |
| Horst Ernest Volk               | PDS     | 23.847  |            | Campo Bom              | Rio Grande do Sul  |
| Marino Andrade                  | PDS     | 23.134  |            | Erechim                | Rio Grande do Sul  |
| Rodolfo Rospide Netto           | PMDB    | 22.962  |            | Iraí                   | Rio Grande do Sul  |
| Hélio Musskopf                  | PMDB    | 22.713  |            | Bom Retiro do Sul      | Rio Grande do Sul  |
| André Nivaldo Jager Soares      | PMDB    | 21.364  |            | Uruguaiana             | Rio Grande do Sul  |
| Carlos Renan Kurtz              | PDT     | 20.753  |            | Santa Maria            | Rio Grande do Sul  |
| Francisco Dequi                 | PDT     | 20.507  |            | Gaurama                | Rio Grande do Sul  |
| Dilamar Machado                 | PDT     | 20.042  |            | São Luiz Gonzaga       | Rio Grande do Sul  |
| Benno Orlando Burmann           | PDT     | 19.960  |            | Santa Maria            | Rio Grande do Sul  |
| Valdomiro Rocha Lima            | PDT     | 18.090  |            | Rio Grande             | Rio Grande do Sul  |
| Joãozinho Severiano             | PDT     | 17.498  |            | Porto Alegre           | Rio Grande do Sul  |